# Hadropenaeus
Genre
Hadropenaeus est un genre de crustacés décapodes dont les représentants ressemblent à des crevettes.

## Liste des espèces
- Hadropenaeus affinis (Bouvier, 1906)
- Hadropenaeus lucasii (Bate, 1881) - salicoque trident
- Hadropenaeus modestus (S. I. Smith, 1885)
- Hadropenaeus spinicauda Liu et Zhong, 1983